# Compuestos organoiridicos

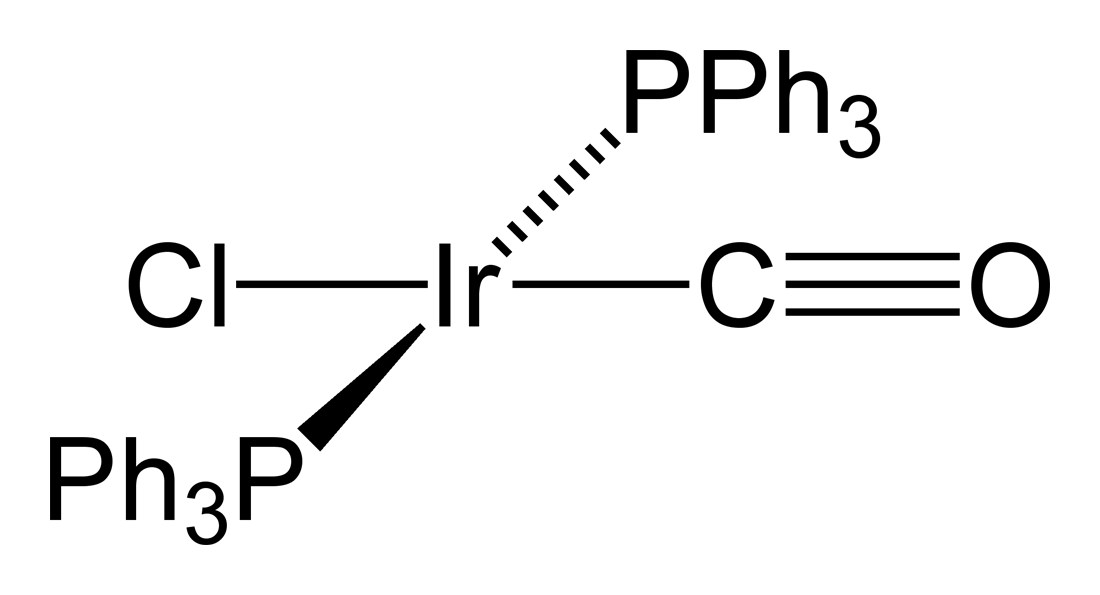
Complejo de Vaska.

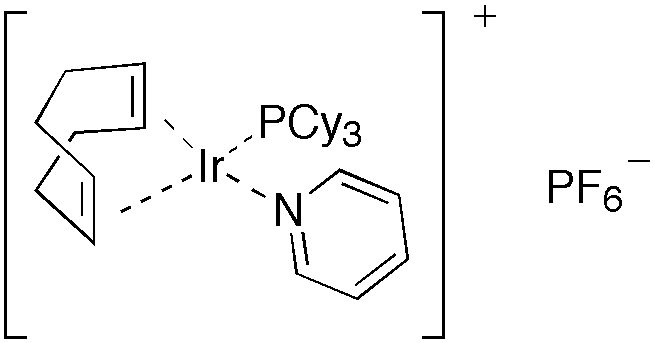
Catálisis de Crabtree.

Fórmula Molecular del Ir(mppy)_{3}

Los Compuestos organoiridicos contienen enlaces Iridio-Carbono. Estos compuestos con enlaces Ir-C se encuentran con estados de oxidación que varían entre 0 y V. Por ejemplo, el estado de oxidación 0 se encuentra en el tetrairidio dodecarbonilo, Ir4(CO)12, el cual es el más común y el más estable de los carbolinos binario del iridio.
En este compuesto, cada uno de los átomos de iridio está enlazado a los otros tres, formando un grupo tetraedrico algunos compuesto organometálicos de iridio han sido tan importantes que se les ha dado un nombre luego de su descubrimiento, tal es el caso del Complejo de Vaska (IrCl(CO)[P(C6H5)3]2), el cual tiene la inusual propiedad de deshacer el enlace a las moléculas de oxígeno, O2. Otra es la catálisis de Crabtree, una catálisis homogénea llevada a cabo mediante reacciones de hidrogenación. Estos compuestos tienen una estructura cuaternaria planar, d8 compleja, con un total de 16 electrones de valencia, lo que explica su capacidad de reacción. Muchos compuesto organoiridicos son generados del dímero pentametilciclopentadienil dicloruro de iridio.

## Usos
La aplicación más importante de los complejos organoiridicos es como catalizador en el proceso Cativa para la carbonatación del metanol para producir ácido acético. El iridio compite con el rodio en esta aplicación a larga escala debido a su bajo costo de operación.
En los laboratorios académicos, los complejos de iridio son ampliamente estudiados debido a que estos complejos promueven la activación de los encales C-H, pero tales reacciones aún no son empleadas en ningún proceso comercial. Los complejos de iridio son altamente activos para la hidrogenación, tanto directamente como a través de la hidrogenación de transferencia. Las versiones asimétricas de estas reacciones son también ampliamente estudiadas.
Algunos complejos de iridio como el Ir(mppy)3 han sido examinados en el contexto de la tecnología de diodos orgánicos fosforescentes emisores de luz para incrementar la eficiencia cuántica interna de 25% hasta casi un 100% por la recolección de emisiones del Estado triplete.